# Gia Grigalava

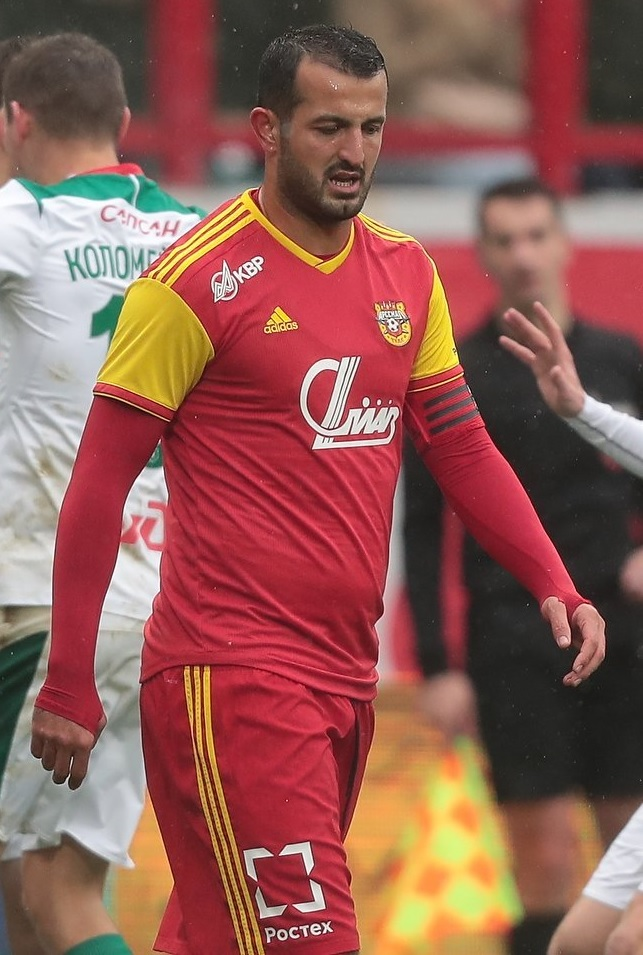
Gia Grigalava år 2019.

Gia Grigalava (georgiska: გია გრიგალავა; ryska: Ги́я Алекса́ндрович Григала́ва, Gíja Aleksándrovitj Grigaláva) född 5 augusti 1989 i Kutaisi är en georgisk-rysk fotbollsspelare som senast spelade för den ryska klubben FK Arsenal Tula. Grigalava började sin internationella karriär med att spela för det ryska U21-landslaget år 2009. Efter det fick han av Temuri Ketsbaia frågan om att spela i Georgiens herrlandslag i fotboll, vilket han accepterade och han debuterade för Georgien år 2011.